# Staliopsis
Staliopsis is een geslacht van uitgestorven weekdieren uit de klasse van de Gastropoda (slakken).

## Soorten
- Staliopsis dehmi (Schlickum, 1961) †
- Staliopsis edlaueri (Schlickum, 1963) †
- Staliopsis grimmi (Schlickum, 1961) †
- Staliopsis moravica Rzehak, 1893 †
- Staliopsis puisseguri (Schlickum, 1965) †
- Staliopsis rzehaki (Wenz, 1925) †